# Čínská vědecko-technologická univerzita
Čínská vědecko-technologická univerzita čínsky v českém přepisu Čung-kuo kche-süe ťi-šu ta-süe, pchin-jinem Zhōngguó Kēxué Jìshù Dàxué, znaky zjednodušené 中国科学技术大学, tradiční 中國科學技術大學) je univerzita v Che-feji v provincii An-chuej v Čínské lidové republice. Byla založena v roce 1958 Čínskou akademií věd původně v Pekingu a jejím prvním rektorem byl v letech 1958–1978 Kuo Mo-žo. Do Che-feje byla přesunuta až v rámci kulturní revoluce v sedmdesátých letech. Patří mezi nejprestižnější čínské univerzity. Je členem Ligy C9 a projektu 211. Má dvanáct fakult, přibližně šestnáct tisíc studentů a přes půldruhého tisíce zaměstnanců.
Mezi absolventy patří:
- Wang Jang (* 1955), v letech 2013–2018 vicepremiér Čínské lidové republiky
- Liou Kang (* 1961), matematik a studentský politický aktivista
- Che Ťien-kchuej (* 1984), biofyzik